# Flughafen Dzaoudzi Pamandzi

i8
i11
i13
Der Flughafen Dzaoudzi Pamandzi (französisch Aéroport de Dzaoudzi-Pamandzi, IATA-Code: DZA, ICAO-Code: FMCZ) ist ein Flughafen südlich der Stadt Pamandzi auf der Insel Pamanzi (Petite Terre), die zum französischen Übersee-Département im Indischen Ozean Mayotte gehört.
Der einzige Flughafen Mayottes spielt eine entscheidende Rolle im Verkehr. Er ist der Heimatflughafen der EWA Air und wird darüber hinaus von weiteren Linienfluggesellschaften genutzt. In Europa werden die französischen Städte Marseille, Lyon und Paris angeflogen; die beiden Pariser Flughäfen Charles-de-Gaulle und Orly werden durch Air Austral, Corsair International, EWA Air und Kenya Airways bedient. Weitere Verbindungen bestehen zum afrikanischen Festland und zu den umliegenden Inseln.